# Beckers Snacks
Beckers Snacks war ein niederländisches Radsportteam, das von 1982 bis 1983 existierte.

## Geschichte
Das Team wurde 1982 unter der Leitung von Jaak De Goede gegründet. 1982 konnte das Team Platz 3 bei der Aragon-Rundfahrt, Platz 9 beim GP Raymond Impanis, Platz 10 beim Le Samyn, Platz 11 bei Dwars door België sowie zwölfte Plätze beim Grand Prix Pino Cerami und beim Nationale Sluitingprijs erwirken. Im Folgejahr konnte kein Sieg erzielt werden, jedoch Platz 2 bei der Niederlande-Rundfahrt, dritte Plätze beim E3 Harelbeke und der Tour Européen Lorraine-Alsace, Platz 8 bei der Meisterschaft von Zürich und Platz 11 bei Lüttich–Bastogne–Lüttich erreichen. Am Ende der Saison 1983 wurde das Team aufgelöst.

## Bekannte ehemalige Fahrer
- Aad van den Hoek (1983)
- Hans Langerijs (1983)